# 特拉莱格
特拉莱格（法語：Tralaigues，法語發音：[tʁalɛɡ]）是法国多姆山省的一个市镇，属于里永区。

## 地理
特拉莱格（45°54'2"N, 2°35'37"E）面积5.11 平方千米，位于法国奥弗涅-罗讷-阿尔卑斯大区多姆山省，该省份为法国中南部省份，北起阿列省接壤，东临卢瓦尔省，南至上盧瓦爾省和康塔爾省，西接科雷兹省和克勒兹省。
与特拉莱格接壤的市镇（或旧市镇、城区）包括：孔布拉耶地区孔达、蒙泰勒德热拉、维洛桑日。

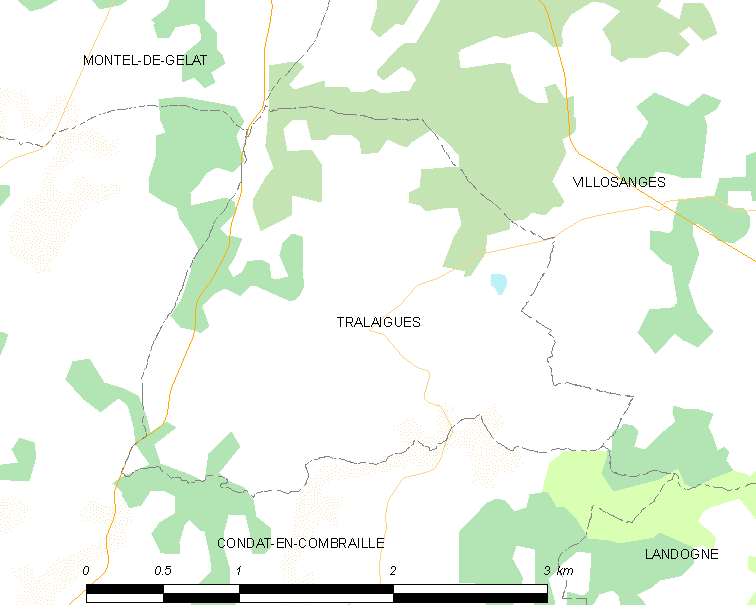
特拉莱格的OSM定位图

特拉莱格的时区为UTC+01:00、UTC+02:00（夏令时）。

## 行政
特拉莱格的邮政编码为63380，INSEE市镇编码为63436。

## 政治
特拉莱格所属的省级选区为圣乌尔斯县。

## 人口

1962-2008年间特拉莱格人口变化图示

特拉莱格于2022年1月1日时的人口数量为77人。